# Timeu (diàleg)
Timeu (grec: Τίμαιος, Timaios) és un dels diàlegs de Plató, principalment en forma de monòleg llarg donat pel caràcter del títol, escrit sobre el 360 aC. L'obra especula sobre la natura del món físic i dels éssers humans. És seguit pel diàleg Críties.

## Introducció
El Timeu és una de les obres de Plató l'autenticitat de les quals ve avalada per una unanimitat de criteris inversament proporcional a la seva interpretació consensuada. El seu mateix autor n'assenyala com a fonamentació tres fonts limitants a tot intent d'aproximació i comprensió conseqüent.
Recordant en tot moment l'elecció del diàleg com a instrument d'exposició, i a manera d'anticipació en l'estructuració de la comunicació humana, Plató fa al·lusió a una triple causació derivada en tot moment d'una única base de caràcter ontològic: la nostra condició d'éssers limitats que, a manera del mite de Sísif, ens veiem circularment impel·lits a recordar allò que oblidem traslladant per a això la pesada càrrega de la ignorància des de la profunditat del món sensible a enlairament del món de les Idees, intent inútil per a una majoria que tornarà a descendir o que mai no arribarà al cim.

### Participants
- Sòcrates: mestre de Plató. Se li estima en l'obra una edat a l'entorn dels 50 anys. Ocupa una posició secundària.

- Timeu: interlocutor principal. Provinent de Lòcrida, és considerat un polític molt il·lustre, excels, que després d'haver ocupat els principals llocs públics, culminarà accedint al coneixement filosòfic més elevat. Persona d'edat avançada, se li pressuposa dintre de la tradició pitagòrica.

- Críties: destacat ciutadà d'Atenes i polític brillant, és considerat amb certa probabilitat besavi de Plató, així com pertanyent a l'etapa de vellesa igual que el seu interlocutor precedent.

- Hermòcrates: reputat filòsof i polític estranger; poc se sap de la seva figura a partir de l'expressat per Sòcrates, excepte la seva adequada educació i avançada edat.

El fet que s'anunciï el Críties com a continuació del discurs cosmològic va generar com a costum en el transcurs de la història la presumpció d'una trilogia: Timeu, Críties i Hermòcrates; no obstant això, tota constatació que remeti a un tríptic en la introducció resulta inexistent i fins i tot oposada a la seva veritable intencionalitat. Per altra banda, l'al·lusió al presumpte discurs d'Hermòcrates en el Críties és considerada vaga i contradictòria respecte de la planificació continguda en el Timeu.

## Influències delTimeu
La recepció del Timeu va ser considerable tant en l'antiguitat com en l'edat mitjana.

### Antiguitat

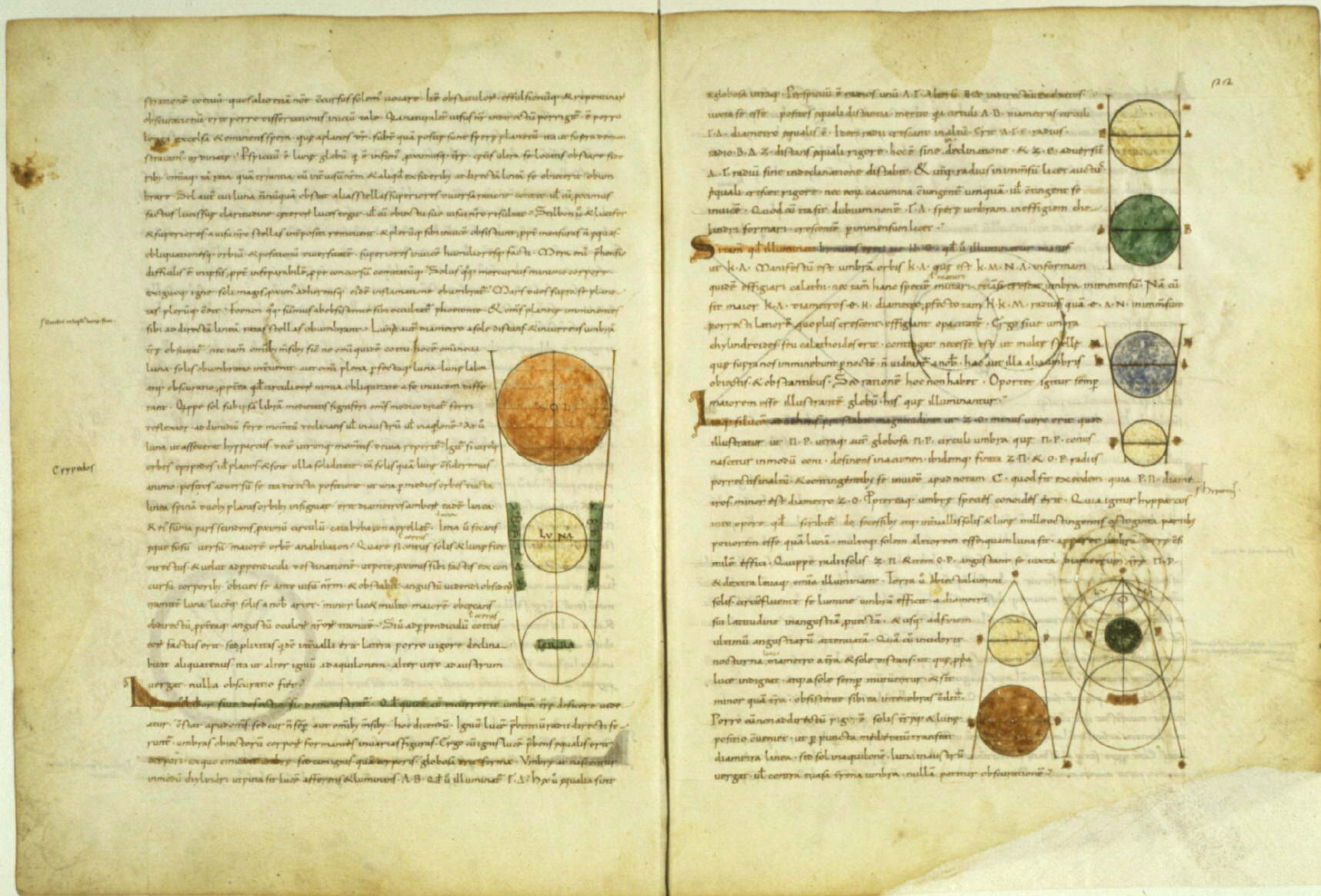
Manuscrit medieval de la traducció llatina del Timeu de Plató a partir de Calcidi

- Xenòcrates i el seu deixeble Crantor en figuren com a receptors primaris en l'antiga acadèmia.

- Aristòtil veurà influïda la seva pròpia doctrina per la física i ontologia del Timeu. El seu posicionament va destacar per la seva ambivalencia: citava freqüentment el diàleg, però mostrava el seu consabut allunyament del que fou el seu mestre.

- Teofrast esmenta les qualitats sensibles dels objectes en la seva obra Del sentit.

- L'estoïcisme i l'epicureisme beurien de la mateixa font.

- El platonisme mitjà veurà donar suport al seu renaixement mitjançant el Timeu:

1. Ciceró, a partir d'una traducció incompleta.
2. Numeni d'Apamea, i els seus fragments conservats.
3. Plutarc des de la seva obra De la generació de l'ànima en el Timeu.
4. Així com Calcidi a partir d'un comentari emmarcat a principis del segle iv.
Tots ells així ho testifiquen.
- El neoplatonisme el va considerar font primordial d'entre tots els diàlegs:

1. Plotí l'exposaria principalment en els seus Ennèades II 1, i IV 1-5 
2. I Procle, d'igual manera, ja al segle v.

### Edat mitjana
La influència del Timeu passaria a conformar-se com a ingredient inscrit en el Neoplatonisme, font primària a la qual acudirà el cristianisme.
- Calcidi serà novament digne d'esment per la seva traducció dels dos terços finals de l'obra platònica.

- Boeci per la seva Consolació de la filosofia.

- I Macrobi pel seu Comentari al Somni d'Escipió de Ciceró, obra que aconseguiria identificar en Occident la doctrina platònica amb el Timeu, fet circumscrit a l'alta edat mitjana i principis del Renaixement.

## Exposició de Timeu (27d-92c)

### I. Les obres de la raó (27d-47i)
El discurs discorre de major a menor, de general a particular, i d'unitat a multiplicitat.

#### 0.I. Principis fonamentals de la creació (27d-28b)
Comença Timeu la seva dissertació qüestionant-se una diferenciació:
| «        | Què és el que és sempre i no esdevé i què és, el que esdevé contínuament, però mai és? | » |
| — Timeu. |                                                                                        |   |

Poden anar establint-se, per tant, quins són els principis fonamentals en la creació, i són dos dels tres àmbits postulables els següents: 
1. L'ésser etern, o allò que és sempre i no esdevé. A ell pertany el model etern o món de les idees. L'ésser immutable és comprès per la intel·ligència i el raonament.
2. El no ser, o l'esdevenir que mai és i que, per tant, neix i mor contínuament. És a dir, allò que esdevé tendint a ésser però que mai és en la mesura que està subjecte a canvi. A ell pertany el món sensible. És subjecte d'opinió i percepció sensible no racional.
El tercer principi correspondria a la causa de l'esdevenir: el demiürg intel·ligent. Donada la impossibilitat de l'esdevenir sense cap causa, es fa necessària per tant la introducció d'un tercer element.

#### 0.II. Model etern immutable, món sensible engendrat i demiürg com a artífex causal (28b-30a)

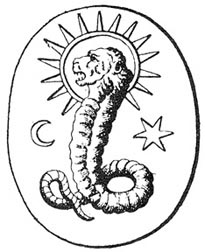
Possible representació simbòlica del demiürg: una deïtat amb cap de lleó oposada en una gemma gnòstica

Timeu inicia, a continuació, una aproximació sobre la naturalesa de l'univers, empenyent-nos a qüestionar si aquest va tenir origen o mai no va ser engendrat. Donat el caràcter sensible del cosmos, el seu apreciable esdevenir i aprehensible en conseqüència per l'opinió i la percepció no racional, es mostra generat i engendrat des d'un inici. Atès que el canvi ha d'estar subjecte a una causa, hem de qüestionar-nos sobre el model que va preveure el “creador”, pare i artífex d'aquest univers: va ser aquest un patró immutable o generat?
Per a respondre a aquesta pregunta s'ha de partir d'una premissa: 
1. Tota obra conformada per un autor que fixa la seva mirada en l'immutable com a model, engendrarà bellesa en el seu quefer.
2. Mentre que si el patró de referència resulta ser el generat, l'absència del bell predominarà com a resultat.
| «        | Bé, si aquest món és bell i el seu creador bo, és evident que va mirar el model etern. Però, si és el que ni tan sols està permès pronunciar a ningú, el generat, a tots els és absolutament evident que va contemplar l'etern, ja que aquest univers és el més bell dels éssers generats i aquella la millor de les causes. Per això, engendrat d'aquesta manera, va ser fabricat segons el que es capta pel raonament i la intel·ligència i és immutable. Si això és així, és de total necessitat que aquest món sigui una imatge d'alguna cosa. | » |
| — Timeu. | |   |

Per tant, el creador va emprar el model etern i immutable per a generar l'univers conegut, i és en conclusió imatge d'ell mateix, caracteritzat per la seva bellesa, a pesar de la seva condició de perpetu esdevenir.

#### 0.III. De per què el demiürg va fer l'esdevenir i aquest univers (30b-30c)
El creador és intrínsecament bo, i en la seva bondat «volia que tot arribés a ser el més semblant possible a ell mateix».
Partint d'aquest principi, va dirigir la seva conducta cap a tot el visible i ho va conduir del seu primigeni estat de caos i desordre cap a un ordenament superior i més convenient. I és que a l'artífex solament li era permissible el més bell.
Va prosseguir deduint des del raonament que tot ésser visible caracteritzat per la proporció, el grat i l'amenitat mai mancava de raó, a diferència de tot aquell en el qual la hi trobés a faltar, i que al seu torn era necessari ser engendrat en el si de la matriu d'una ànima.
A causa de l'observat, en acoblar l'univers, i a fi que la seva obra fóra la millor i la més bella, va inserir la raó en l'ànima i l'ànima en el cos. De tot això, resultaria un cosmos vivent proveït de raó i ànima, ja que el demiürg en crear-lo en la seva bondat va voler fer-lo tan bé com fos possible.

#### I.I.I. El cos del món (30c-34b)
El déu va buscar una similitud màxima amb l'ésser intel·ligible més bell i absolutament perfecte. D'aquesta manera, va generar un ésser vivent visible i únic, incloent en ell aquelles criatures vivents que li eren afins.
| « | «El seu creador no va fer ni dos ni infinits mons, sinó que aquest, generat com un univers únic, existeix i existirà solament». | » |

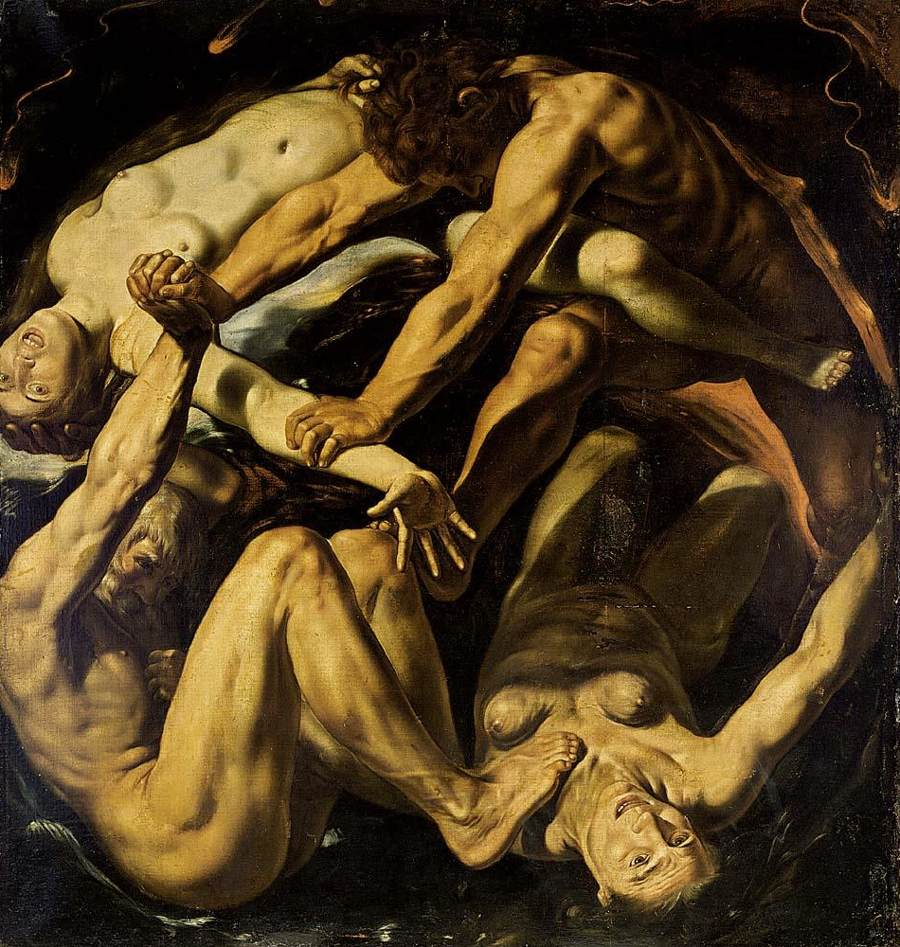
L'al·legoria dels quatre elements, de Louis Finson (1611)

La constitució de la unicitat de l'univers va quedar establerta a partir de quatre elements: 
1. Atès que el cos generat del món havia de ser visible, va iniciar el déu la seva constitució a partir de l'element «foc».
2. Al seu torn, requeria que fos tangible, i per a la seva solidesa va procurar l'existència d'un segon element: «terra».
3. De la solidesa de l'univers, va quedar determinada la necessitat d'un doble terme mitjà que permetés la seva interconnexió. Per aquest motiu, el déu inclogué entre el foc i la terra els dos elements restants: «aire» i «aigua».
Finalment, i una vegada garantida la mateixa relació proporcional mútua entre els quatre elements, el cos de l'univers va quedar lligat i compost. La concordança nascuda de la proporció va fer permissible la seva amistat (Empèdocles: filía, 'unió' & neīkos, 'separació'), i amb aquesta el caràcter de l'indissoluble a tot aquell aliè a la gestació del seu lligament.
El creador es va proposar: 
1. Primer: la conformació d'un ésser viu «complet de parts completes».
2. Segon: únic.
3. Tercer: immune a la vellesa i a tota malaltia. Per a això, va generar «un tot perfecte constituït de la totalitat de tots els components, que no envelleix ni emmalalteix».
Li va donar en conveniència com a figura adequada aquella que inclou totes les figures: l'esfèric o circular. Després va finalitzar la seva feina allisant tota la seva superfície exterior. Al seu torn, li va atribuir caràcter independent, comportant tota absència absoluta de dependència, la inexistència tant d'òrgans dels sentits com cap aparell respiratori i digestiu:
| « | Cap cosa sortia ni obstaculitzava en ell per cap costat —tampoc hi havia res—, doncs va néixer com a producte de l'art, de manera que s'alimenta a si mateix de la seva pròpia corrupció i és subjecte i objecte de totes les accions en si i per si. | » |

Tota extremitat resultava al seu torn innecessària, imprimint-li un moviment giratori circular uniforme al voltant d'un mateix punt. La causa de l'elecció d'aquest moviment és que resultava «el més proper a l'intel·lecte i a la intel·ligència dels set», privant-li en conseqüència dels restants sis moviments.

#### I.I.II. L'ànima del món (34b-36b)
Raonant d'aquesta manera en elaborar un cos «suau i llis», «a tot arreu equidistant del centre, complet, enter de cossos sencers», el déu etern va situar en primera instància l'ànima del món en el centre, estenent i cobrint amb ella a continuació tota la seva superfície corporal.
| « | Va crear així un món circular que gira en cercle, únic, sol i aïllat, que per la seva virtut pot conviure amb si mateix i no necessita de cap altre, que es coneix i s'estima suficientment a si mateix. Per tot això, el va engendrar com un déu feliç. | » |

Així, i contràriament a l'exposició, fruit de la casualitat i de l'atzar, el demiürg va fer precedir l'ànima al cos en la seva creació. Procedirà per a aquesta en dues fases:
I. La preparació dels ingredients.
El demiürg va prendre com a punt de partida tres entitats preexistents: 
1. L'ésser, 
2. la igualtat o el mateix, 
3. i la diferència o allò altre.
Cadascuna de les tres es compon de la: 
1. Forma, és a dir, de l'indivisible i sempre constant, etern i immutable, 
2. i de les còpies en el món sensible, o el divisible originat en els cossos.
Es procedirà, a continuació, a realitzar una barreja intermèdia a partir de l'indivisible i divisible de cadascuna de les tres.
Finalment, i a manera de culminació, el demiürg barrejarà els tres intermedis.
| «         | El diví Plató, a més, diu en el Timeu que l'artífex de l'ànima va prendre un intermedi entre l'ésser indivisible i el divisible i va combinar amb la forma intermèdia de l'ésser els intermedis que hi ha entre les formes divisibles i indivisibles de la igualtat i la diferència, fent-ne una barreja dels tres. | » |
| — Procle. | |   |

II. La construcció
El compost serà tractat a continuació com una espècie de pasta, sent pastat, tallat en tires i corbat en cercles.
| « | Igual que en el cos, també en l'ànima l'exigència primària és la proporció i l'harmonia. El demiürg, per això, talla set porcions del teixit de l'ànima d'una forma proporcionada, començant en l'1 i seguint amb una sèrie de nombres quadrats i cúbics d'aquesta manera: 1, 2, 3, 4, 8, 9, 27. Ell insereix a continuació mitjans harmònics i aritmètics entre cada terme en la sèrie original. | » |

Després de consumir-se completament la totalitat de la barreja, el demiürg procedirà a continuació a una nova subdivisió de la disposició del teixit de l'ànima prèviament acoblat. Per a això, tallarà l'ànima còsmica en dues tires, unint ambdues pel centre de tal manera que conformessin la lletra Ji (Χ).
Seguidament les corbarà amb la finalitat de crear dos cercles.
| « | Després, va doblegar cada meitat en cercle, fins a unir els seus respectius extrems en la cara oposada a l'instant d'unió d'ambdues parts entre si i els va imprimir un moviment de rotació uniforme. | » |

Ambdós seran amatents obliquament, un d'exterior i d'altre interior.
El caràcter motriu de l'ànima còsmica racional es constituirà en el prerequisit necessari del «moviment que es comunicarà als cossos celestes quan es creuen».
1. A la revolució circular exterior li correspondrà la igualtat, la natura d'aquest, el semblant, girant lateralment cap a la dreta, serà «el moviment de les estrelles fixes d'est a oest en el pla de l'equador celestial, realitzat en vint-i-quatre hores». El seu caràcter serà el del predominant, en romandre únic i indivisible.
2. A la revolució circular interior li correspondrà la diferència, la natura d'allò altre, girant lateralment cap a l'esquerra, «d'oest a est, en el pla de l'el·líptica, concebut com un tot i com una escissió en set cercles separats, els del Sol, la Lluna, i els cinc planetes coneguts».

#### I.I.III. Unió del cos i de l'ànima del món (36d-38c)
| Tetràedre       | Octàedre        | Icosàedre         | Dodecàedre          | Hexàedre    |  |
| Tetràedre – foc | Octàedre – aire | Icosàedre – aigua | Dodecàedre – cosmos | Cub – terra |  |